# 業田良家
業田 良家（ごうだ よしいえ、1958年7月27日 - ）は、日本の漫画家。本名・武井伸彦。代表作は『自虐の詩』『空気人形』『機械仕掛けの愛』。

## 来歴・作風・人物
福岡県甘木市（現・朝倉市）生まれ。福岡県立香椎高等学校を卒業後、西南学院大学法学部を2年で中退。福岡市でフリーター生活を送っていた1983年に、『週刊ヤングマガジン』のちばてつや賞に応募。期待賞どまりであったが、編集者の目に留まり、デビューのきっかけになる。
同年、4コマギャグ『ゴーダ君』でプロデビュー。『週刊宝石』の連載であった『自虐の詩』は、のちに映画化される。他に、『ヨシイエ童話』、『シアターアッパレ』などを描く。
『ビッグコミックオリジナル』では『百年川柳』などを連載（2015年現在も連載中）。読み切り形式のシリーズ連載であった『ゴーダ哲学堂』シリーズからは、『空気人形』が映画化された。『ビッグコミック』では『男の操』『神様物語』を連載、2017年現在では『機械仕掛けの愛』を連載中。『SAPIO』では『ガラガラポン!日本政治』などを連載。
『わしズム』では、日教組の反日教育やゆとり教育を批判した『中共先生』、金正日をモデルにしたシャルル・ド・クサイが主人公の『独裁君』を連載していた。
2013年、『機械仕掛けの愛』で第17回手塚治虫文化賞短編賞を受賞。デビュー30年にして初めての受賞となった。また、2015年には同作で第19回文化庁メディア芸術祭マンガ部門優秀賞を受賞。
2017年、『男の操』が連続テレビドラマ化。
文庫版『ゴーダ哲学堂』のあとがきでは、「真・善・美」こそが人生の意味である旨の論を展開している。
映画版『自虐の詩』に、あさひ屋の客としてカメオ出演をしている。

## その他
中国政府のチベット政策を非難している。人権擁護法案にも反対の立場で、2度目の上程の動きがあった2005年頃から同法案の危険性を主張すると共に、同法案上程・成立を積極的に推進している野中広務、古賀誠、太田誠一などを非難した。また、『週刊現代』、『わしズム』誌上に法案反対を主張するマンガを掲載した（後にこの作品は、反対派有志が出版した『危ない! 人権擁護法案』に、書き下ろしコラムとともに収録されている）。

## 主な作品
- ゴーダ君
- 俗物くん
- 自虐の詩 - 2007年に実写映画化。
- 詩人ケン
- 武士の魂
- ヨシイエ童話（世直し源さん、LOVE男）
- 源さん刑事
- 執念の刑事
- 百年川柳
- シアターアッパレ
- 百人物語
- ゴーダ哲学堂 空気人形 - 2009年の映画『空気人形』の原作となった同名作品を収録。
- ゴーダ哲学堂 悲劇排除システム - 上の『空気人形』とともに、文庫版『ゴーダ哲学堂』として再編集された。
- 新・自虐の詩 ロボット小雪
- 独裁君
- 男の操 - 2017年、NHK BSプレミアムにて連続テレビドラマ化。
- 神様物語
- 機械仕掛けの愛 - 第17回手塚治虫文化賞短編賞、第19回文化庁メディア芸術祭マンガ部門優秀賞受賞作品。
  - 機械仕掛けの愛 ママジン（第二部）
- 祝福屋福助
- それいけ! 天安悶（『正論』2013年5月号 - 2021年5月号連載）
- 頌歌（『ビッグコミックオリジナル』2023年13号[6]）
- ガラガラポン!日本政治
- マスク総理（『ビッグコミック』2024年14号[7] - 2024年17号[8]）※短期集中連載[7]。
- ゴーダ音楽堂（『ビッグコミック増刊』2025年6月号[9] - ）

## 単行本
- 『ゴーダ君』no.1-3 (ワイドKC ヤンマガ) 講談社, 1986-89
- 『武士の魂』 (アクション・コミックス) 双葉社, 1987
- 『執念の刑事 東武東上線沿線97分署』全3巻(警官嫌い) (Bamboo comics)竹書房, 1987-91　のち文庫
- 『俗物くん』 (アクション・コミックス)双葉社, 1987
- 『シアターアッパレ ゴーダ版「現代政治家大系」』小学館, 1989
- 『シアターアッパレ 完結編』小学館, 1990
- 『ヨシイエ童話』全7巻 (ヤンマガKCスペシャル 講談社, 1990-93　のち竹書房文庫
- 『武士の魂』 (Bamboo comics)竹書房, 1991
- 『自虐の詩』光文社コミックス・全5巻 1992　竹書房文庫（上下巻）1996
  - 『自虐の詩』関えり香, 里中静流脚本, 里中静流 著. 竹書房文庫, 2007
- 『福沢悪人塾』1 (ヤンマガKCスペシャル 講談社, 1994
- 『百年川柳 川柳実践コミック』 (Big comics special 小学館, 1996
- 『歌男』 (SCオールマン)集英社, 1997
- 『川柳虎の皮』 (Big comics special)選・著. 小学館, 1998
  - 『新川柳虎の皮』(Big comics special)選・著. 小学館, 2002
  - 『川柳虎の皮 続 (Big comics special)選・著. 小学館, 2003
  - 『川柳虎の皮 オシャレ編 (Big comics special)選・著. 小学館, 2008
- 『ど忘れ日本政治』小学館, 1998
  - 『新ど忘れ日本政治』小学館, 2002
- 『詩人ケン』 (Mag comics)マガジンハウス, 1998　のち幻冬舎文庫
- 『ゴーダ哲学堂空気人形』(Big comics special)小学館, 2000
- 『祝福屋福助』 (Big comics special)小学館, 2001
- 『百人物語』全3巻 (モーニングKCDX)講談社, 2001-02
- 『コイズム』小泉純一郎著, 業田良家 画. メディアレブ, 2001
- 『ゴーダ哲学堂悲劇排除システム』(Big comics special)小学館, 2002
- 『ひどいよ!沼二郎』 (モーニングKCDX) 講談社, 2003
- 『女はつらいよ (Big comics special)小学館, 2006
- 『男の操』 (Big comics special)小学館, 2007
- 『独裁君』 (Big comics special)小学館, 2008
- 『ロボット小雪 新・自虐の詩』竹書房, 2008
- 『太郎と一郎、国盗り合戦! ガラガラポン!日本政治 2009年3月→2007年11月』竹書房, 2009
- 『年金制度はフィクションでした! ガラガラポン!日本政治 2007年10月→2006年7月』竹書房, 2009
- 『痛さと格差に感動した! ガラガラポン!日本政治 2006年6月→2005年4月』竹書房, 2009
- 『わんわん外交・物語 ガラガラポン!日本政治 2005年3月→2003年11月』竹書房, 2009
- 『神様物語』 (Big comics special)小学館, 2010
- 『機械仕掛けの愛』1-7 (ビッグコミックス) 小学館, 2012-21
- 『祝福屋福助大入』 (Big comics special)小学館, 2012
- 『それ行け!天安悶 伝説の独裁者が現代に降臨』1-2　産経新聞出版, 2016-19